# Joseph Smith
Joseph Smith, jr. (født 23. december 1805 i Sharon, Vermont, død 27. juni i Carthage, Illinois 1844) var en religiøs leder, frimurer og grundlægger af mormonismen, hvoraf de største fraktioner er Jesu Kristi Kirke af Sidste Dages Hellige, (ca. 17.000.000 medlemmer), Kristi Samfund (ca. 250.000 medlemmer), Kristi Kirke med Elias' budskab (ca. 13.000 medlemmer) og Jesu Kristi Kirke (Bickertonitter) (12.000 medlemmer). Alle mormoner anser ham som profet og grundlægger af Guds sande kirke. 
Joseph Smith var en væsentlig religiøs inspirator, og har den dag i dag en enorm stor religiøs betydning for alle kirkelige retninger indenfor de mormonske samfund. 
Alle kirkesamfund indenfor mormonismen anser deres respektive kirke som værende den sande kirke, som Joseph Smith grundlagde. På grund af Joseph Smiths guddommelige opgave som genopretter af Jesus urkirke, anså Jospeh Smith alle andre kirker som menneskeførte. På grund af ugudelighed og magt internt i kirkerne, var den rene og sande kirke blevet korrumperet, og havde ikke længere forbindelse til Gud og Jesus. Joseph Smith mente at de eksisterende kirker var blevet infiltreret af det onde, og derfor var Djævlens kirke. Joseph Smith blev i mindst et tilfælde dømt for bedrageri i 1826, 4 år før han grundlagde Kristi Kirke. Selvom det var Joseph Smiths efterfølger, Brigham Young, der som leder af Jesu Kristi Kirke af Sidste Dages Hellige, blev kendt for at praktisere polygame ægteskaber, var det allerede under Joseph Smith, at denne troslære blev etableret. I dag kan 49 kvinder forbindes til Joseph Smith som ægtefæller. Dog er forståelsen og omfanget af ægteskab i denne sammenhæng noget diffus, idet der ikke var tale om lovformelige ægteskaber i juridisk forstand. Der var snarere tale om ægteskaber som for nogens vedkommende mere var en religiøs relation. Joseph Smith, jr. fik selv efter sin død i 1844 - flere koner viet til sig i templet.
Grundlaget for mormonsamfundende er, at Joseph Smith genoprettede Jesus kirke på Jorden, efter den havde været tabt. Joseph Smith var udvalgt til at genetablere den sande kirke, og var som følge heraf kaldet som Profet, seer og åbenbarer, med fuldmagten til igen at få åbenbaringer. Han fik åbenbaringer og så Johannes Døber og især Englen Moroni, der viste ham stedet, hvor en tidlig amerikansk befolkning havde gemt deres historie, indgraveret på guldplader. Smith mødte profeter i engleskikkelser, for eksempel Moses og Elias. 
De to vigtigste religiøse begivenhed indtraf, da han som ung mand først fik en religiøs oplevelse, hvor han så Gud og Jesus, som i et syn fortalte ham, at han skulle genoprette den sande kirke på Jorden. Den anden var, da han fik til opgave at oversætte nogle nedgravede guldplader. Oversættelsen af guldpladerne blev til Mormons Bog, som af alle de mormonske kirkesamfund anerkendes som hellig skrift. Det er på grund af navnet Mormons Bog, at Joseph Smith som et øgenavn blev kaldt Mormoner. 
Joseph Smith oversatte guldpladerne ved det Joseph Smith selv kalder guddommelig kraft, ved hjælp af to seersten (Urim og Tummim) samt en anden seersten, som han gemte i sin hat, 

## Joseph Smiths historie ifølge Jesu Kristi Kirke af Sidste Dages Hellige
Joseph Smith blev født i Sharon i Windsor Co. i Vermont. Hans forældre hed Joseph Smith Sr. og Lucy Mack. 
Joseph Smiths fik sit første syn i 1820, her fortælles den nuværende version: Ifølge mormonkirken var Joseph Smith i sine unge år meget interesseret i at finde den sande religion, derfor valgte han tilskyndet af et bibelord at bede til Gud for at få at vide, hvilken kirke han skulle tilslutte sig. Da han bad, blev han angrebet af Djævlen, men da alt håb syntes ude, viste Gud Fader og Jesus sig som to forskellige personer, og han var omgivet af lys. De fortalte ham, at der ikke var nogen sand kirke på jorden, og at det ville blive Josephs opgave at genoprette Guds kirke på jord. Det kaldes det første syn. Der findes alt afhængig af hvilke kilder man støtter sig til flere versioner af det første syn. Mormonkirken anerkender ikke alle versionerne, men anerkender at der findes flere versioner, men de underviser generelt ikke i andre end ovennævnte. Og de påstår, at den store forskel der er på versionerne er tegn på, at historien er sand, hvilket dog strider fuldstændig imod almindelig retspraksis, hvor afvigelser anses som tegn på løgn. 
Ifølge Jesu Kristi Kirke af Sidste Dages Hellige skabte det stort røre, da Joseph Smith fortalte, at han havde set Gud og Jesus. Dette kan kun bekræftes af kilder fra selve Mormonkirken, som selv har iværksat undersøgelser for at finde uvildige kilder, som kunne bekræfte, at der var et stort postyr omkring det første syn. Det har dog vist sig, at der ikke står noget som helst i aviser fra den tid. 
I 1823 så Joseph Smith en engel ved navn Moroni (bemærk at englen først blev kaldt Nephi). Englen underviste ham og fortalte ham, hvor han kunne finde nogle antikke optegnelser om et fortidigt amerikansk folk af hebraisk oprindelse. Joseph fandt pladerne, men måtte ikke tage dem før han fyldte 21 år. Han mødte englen regelmæssigt, indtil han fik lov til at tage pladerne i 1827, som han ved hjælp af seerstenene, Urim og Tummim, oversatte til 16-hundredetals engelsk som i Kong James Bibel. Dette blev til Mormons Bog, oversættelsen blev færdig i 1829, og det første trykte eksemplar udkom 26. marts 1830. I juni samme år blev Joseph Smith arresteret for ureglementeret adfærd, på falskt grundlag ifølge Mormonkirken. 
I 1835 udgav Joseph Smith endnu en bog, Abrahams Bog, som han påstod at have oversat fra gamle papyrusruller, som han havde købt af nogle handelsmænd. At han var i besiddelse af de gamle papyrusruller anerkendes af alle, men hans oversættelse anerkendes ikke af historikere, videnskabsmænd, ægyptologer og visse andre mormonsekter.
Efterhånden fik Joseph Smith samlet en stor samling troende, og han etablerede en kirke, som skiftede navn 3 gange. Han byggede et tempel i Kirtland, indviet 27. marts 1836, som nu ejes af Kristi Samfund. D. 3. april 1836 så Joseph Smith og Oliver Cowdery, Jesus og tre profeter fra det gamle testamente i templet. I 1838 blev Joseph Smith arresteret igen og sad fængslet i fire en halv måned i Liberty Jail i Liberty i Missouri. 
Joseph Smith indførte også efter åbenbaring fra Gud flerkoneri og giftede sig med flere kvinder. Den første liste over kvinder, som Joseph Smith skulle have giftet sig med udover Emma Smith, blev udgivet af Mormonkirken i 1887, mange år efter hans død. Listen omfattede 27 kvinder udover Emma Smith, herunder to 14-årige piger. Der mangler dog beviser for, at Joseph Smith overhovedet prædikede flerkoneri, og beviserne på ægteskab med andre kvinder end Emma mangler også; ingen børn af Smith med andre kvinder end Emma har kunnet bevises med DNA. Dog er de fleste historikere enige om, at Joseph Smith praktiserede flerkoneri. Ifølge Mormonkirken var Joseph Smith den første, som fik endnu en hustru, da han blev gift med Fanny Alger, brylluppet fandt sted før 1841, de fleste mener tidligt 1833, da Fanny kun var 16 år gammel. Ifølge Mormonkirken blev de troende tvunget til at forlade Kirtland og tage til Nauvoo, hvor de byggede endnu et tempel. 
D. 29. januar 1844 stillede Joseph Smith op som præsidentkandidat for USA. Joseph Smith blev endnu engang fængslet og skudt sammen med sin bror Hyrum Smith d. 27. juni 1844, da en vred menneskemængde stormede fængslet. 
Joseph Smith oversatte ved hjælp af seerstenene dele af biblen, som han mente ikke var oversat rigtigt: Joseph Smiths oversættelse af Bibelen, han nåede dog aldrig at færdiggøre sin oversættelse, og biblen er fortsat ikke blevet oversat, så den er rigtig ifølge Mormonkirken. Disse tekster samt mange af de åbenbaringer Joseph Smith modtog blev senere til helligskrifter for Mormonkirken. 

## Joseph Smiths historie ifølge Kristi Samfund
Joseph Smiths historie ifølge Kristi Samfund adskiller sig ikke meget fra mormonkirkens version, dog er der på et afgørende punkt en meget stor forskel: Kristi Samfund har aldrig accepteret, at Joseph Smith skulle have haft andre koner eller medhustruer end Emma Smith, de mener også at alt vedrørende flerkoneri blev tilføjet efter Joseph Smiths død af Mormonkirken, og at denne blot ændrede i den nedskrevne tekst for at retfærdiggøre praksis. Det er værd at bemærke, at Emma Smith fulgte denne del af mormonismen og ikke den nu store mormonkirke. Kristi Samfund blev længe ledet af direkte efterkommere af Joseph Smith. Kristi Samfund anerkender heller ikke Abrahams Bog, på trods af at de tidligere har henvist til den. 

## Ikke-mormoners syn på Joseph Smith
Ifølge langt de fleste videnskabsmænd, historikere og kristne ses Joseph Smith ikke som en profet. De mener ikke, at Mormons Bog er oversat til engelsk fra antikke guldplader og mener heller ikke, at Joseph Smith oversatte korrekt, da han oversatte de gamle papyrusruller. (Det gjorde han før nogen kunne oversætte ægyptiske hieroglyffer). De gamle papyrusruller er det mest fyldestgørende bevis på Joseph Smiths bedrageri: de indeholder intet af det, som findes i Joseph Smiths oversættelse (Den Kostelige Perle). Joseph Smiths forklaringer på hieroglyffer fra papyrussen er også fuldstændig forkerte. Alligevel fortsætter Mormonkirken med at bruge oversættelsen, og den mener ikke, at det betyder noget, at ægyptologer siger, at papyrussen er en gammel begravelsestekst. 